# Les Contes de la Pieuvre
Les Contes de la Pieuvre est une série de bande dessinée écrite et dessinée par Gess, et retraçant l’histoire d'individus ayant un pouvoir particulier, gravitant autour d'une mafia parisienne appelée la Pieuvre, à la fin du XIXe siècle et au début du XXe siècle.
Dans cette série-concept, chaque tome narre les aventures d’un individu au talent différent. Le nombre de volumes prévus n'est pas encore déterminé par l'auteur.
La série a reçu le prix du jury 2021 des BDGest'art.

## Genèse de la série
Lors de son travail avec Serge Lehman pour la série La Brigade chimérique, Gess s'est documenté sur la ville de Paris dans les années 1930. C'est donc au cours de ses recherches qu'il a découvert les photographies prise par Eugène Atget et de Charles Marville de Paris à la fin du XIXe siècle avant sa transformation par la baron Hausmann. Découvrant ces photographies d'un Paris populaire disparu, Gess eut l'idée de récits d'individus évoluant dans ce décor.
S'inspirant du cycle de fantasy Alvin le Faiseur d'Orson Scott Card et du roman Le Train du Diable de Mark Sumner dans lesquels les protagonistes possèdent des « talents », Gess confère aux protagonistes des capacités surhumaines. Le récit du premier tome, consacré à un tueur polyglotte, a débuté en 2010-2011 au sein du projet de bande dessinée en ligne 8 Comics. Cependant, au bout d'une année, Gess abandonne le récit faute de temps et d'argent. C'est en 2015, alors que sa collaboration avec Serge Lehman sur la série L'Œil de la Nuit touche à sa fin, que David Chauvel, directeur de collection chez Delcourt, le recontacte et lui propose de reprendre l'histoire de Gustave Babel.

## Synopsis
Dans le Paris de la fin du XIXe siècle et du début XXe siècle, l'Auberge de la Pieuvre comprend le siège d'une mafia autour de laquelle gravitent de nombreux individus aux talents extraordinaires.

### La Malédiction de Gustave Babel
Dans les années 1910, Gustave Babel, un assassin polyglotte et amnésique, voit toutes ses cibles mourir juste avant son intervention. Troublé par ses répétitives coïncidences et par des cauchemars récurrents, Babel se retrouve contraint d'affronter son passé.

### Un destin de trouveur
Émile Farges possède un talent, celui de localiser n'importe qui ou quoi sur une carte. Homme intègre au sein de la police, il est néanmoins contraint de collaborer avec la Pieuvre, une mafia parisienne, qui cherche à utiliser ses dons.

### Célestin et le Cœur de Vendrezanne
Célestin est serveur à l’Auberge de la Pieuvre, siège de la mafia parisienne. Grâce à son don, qu'il cache scrupuleusement à tout son entourage, il découvre le secret qui se terre dans une cave du Passage Vendrezanne.

### Fannie la Renoueuse
Fannie est une empathique, dont le talent est mis à profit à l'Hôtel-Dieu pour aider les patients à retrouver goût à la vie. Ce talent attire l'attention de la Bouche, chef de l'organisation La Pieuvre, qui la kidnappe pour sauver sa fille Zélie, devenue mutique et cataleptique à la suite de sa rencontre avec la Bête.

## Publications
- 1. La Malédiction de Gustave Babel, Delcourt, janvier 2017
Scénario et dessin : Gess -  (ISBN 978-2756081700)
- 2. Un destin de trouveur, Delcourt, avril 2019
Scénario et dessin : Gess -  (ISBN 978-2413007999)
- 3. Célestin et le Cœur de Vendrezanne, Delcourt, avril 2021
Scénario et dessin : Gess -  (ISBN 978-2413030027)
- 4. Fannie la Renoueuse, Delcourt, septembre 2024
Scénario et dessin : Gess -  (ISBN 978-2413042853)

### Documentation
- Gess, « Post publié sur le forum de BdGest », sur BD Gest', 30 septembre 2024.
- Arthur Bayon, « Un destin de trouveur : le Paris du XIXe ressuscité et saupoudré de merveilleux », sur Le Figaro, 13 décembre 2019.
- Charles-Louis Detournay, « Gess nous entraîne dans les méandres obscurs des Contes de la Pieuvre », sur ActuaBD, 11 décembre 2019.
- Y. Machado, « Les contes de la Pieuvre 3. Célestin et le cœur de Vendrezanne », sur BD Gest', 12 avril 2021.
- J. Milette, « Les contes de la Pieuvre 2. Un destin de trouveur », sur BD Gest', 26 avril 2019.

### Interview
- Charles-Louis Detournay (Intervieweur) et Gess, « Gess : « D’emblée, j’ai imaginé plusieurs récits autour des "Contes de la Pieuvre" » », sur ActuaBD, 11 décembre 2019.
- Guillaume Regourd (Intervieweur) et Gess, « Gess, la Pieuvre par deux », sur BoDoï, 8 avril 2020.
- Jean-Laurent Truc (Intervieweur) et Gess, « Gess, des Contes de la Pieuvre à Conan en passant par un western », sur Ligne claire, 5 juin 2019.